# 伊米什利區
伊米什利區（阿塞拜疆語：‎）是阿塞拜疆的一個區，位於該國中南部，南界伊朗。庫拉河自在北部流經，阿拉斯河在南部流經。面積1,826平方公里，2008年人口108,142人。首府伊米什利。
1930年建區。